# Culicoides hulinensis
Culicoides hulinensis är en tvåvingeart som beskrevs av Liu och Yu 1996. Culicoides hulinensis ingår i släktet Culicoides och familjen svidknott.
Artens utbredningsområde är Heilongjiang (Kina). Inga underarter finns listade i Catalogue of Life.